# Parafia Najświętszego Serca Pana Jezusa w Opolu
Parafia Najświętszego Serca Pana Jezusa – rzymskokatolicka parafia, położona jest przy ul. Czaplaka 1 w Opolu. Parafia należy do dekanatu Opole w diecezji opolskiej.

## Historia parafii
24 lutego 1668 roku do Opola przybyli pierwsi Jezuici, którzy w 1669 roku otrzymali od cesarza Leopolda I Habsburga ruiny Zamku Książęcego zwanego "Górnym", gdzie rozpoczęli budowę drewnianego kościoła o konstrukcji szkieletowej. Pierwsza świątynia otrzymała wezwanie Trójcy Świętej. W 1673 roku drewniana świątynia okazała się za mała, dlatego też wzniesiono nowy kościół. Z czasem kościół zaczął popadać w ruinę. Murowany kościół ponownie wybudowano w 1930 roku, w 1974 roku rozbudowano go Parafia została erygowana 19 grudnia 1949 roku przez kardynała B. Kominka administratora Śląska Opolskiego.

## Liczebność i zasięg parafii
Parafię zamieszkuje 5000 mieszkańców, zasięgiem duszpasterskim obejmuje ona ulice:
- Andersa,
- Czaplaka,
- Dwernickiego,
- Dąbrowskiego,
- Grunwaldzką,
- Katowicką (numery parzyste od 64 i nieparzyste od 81),
- Kośnego,
- Matejki,
- Nysy Łużyckiej (numery parzyste od 40 do 68),
- Oleską (numery nieparzyste od 1 do 45 i parzyste od 6 do 42),
- Poniatowskiego,
- Pułaskiego,
- Sikorskiego,
- pl. Teatralny,
- Zajączka.

### Szkoły i przedszkola
- Liceum Ogólnokształcące nr 2 w Opolu,
- 4 przedszkola publiczne[4].

## Duszpasterze

### Proboszczowie po 1945 roku
- ks. Stanisław Cisek - jezuita (SI),
- ks. Franciszek Willfart - jezuita (SI),
- ks. Tadeusz Binkowski - jezuita (SI),
- ks. Józef Steczek - jezuita (SI),
- ks. Józef Klemenz - jezuita (SI),
- ks. Stanisław Data - jezuita (SI),
- ks. Paweł Pasierbek - jezuita (SI),
- ks. Bogdan Długosz - jezuita (SI),
- ks. Grzegorz Kramer - jezuita (SI),
- ks. Andrzej Duran - jezuita (SI),

### Wikariusze po 1945 roku
- ks. Franciszek Willfart - jezuita (SI),
- ks. Franciszek Trela - jezuita (SI),
- ks. Tadeusz Maciejowski - jezuita (SI),
- ks. Eustachy Kuśmierz - jezuita (SI),
- ks. Stanisław Łopatka - jezuita (SI),
- ks. Franciszek Chromik - jezuita (SI),
- ks. Józef Czaplak - jezuita (SI),
- ks. Władysław Szeląg - jezuita (SI),
- ks. Alfons Olesiakale - jezuita (SI),
- ks. Zdzisław Wietrzak - jezuita (SI),
- ks. Paweł Pasierbek - jezuita (SI),
- ks. Artur Wenner - jezuita (SI),
- ks. Mariusz Łobodziński - jezuita (SI)[4],
- ks. Przemysław Wysogląd - jezuita (SI)[5]

## Wspólnoty parafialne
- Magis,
- Apostolstwo Modlitwy,
- Oaza Dzieci Bożych,
- Liturgiczna Służba Ołtarza[2].